# 北里メディカルサービス
北里メディカルサービス株式会社（きたさとめでぃかるさーびす）は、東京都港区に本社を置く主に医療機関や研究機関の業務サポート（アウトソーシング等）を行う企業である。

## 事業
- メディカルサポート事業
  1.     - 外来受付業務／医事業務／カルテ管理業務／院内搬送業務／その他

  2. 環境整備／施設管理事業
    - 中央監視業務／エネルギーセンター管理業務／電話交換業務／宿舎管理業務／院内清掃業務／その他施設管理業務
- レストラン事業
  1.     - 職員食堂しろかね（学校法人北里研究所白金キャンパス）
    - レストランあすなろ（北里大学メディカルセンター）
- コンビニ事業
  1.     - ニューヤマザキデイリーストア（北里大学薬学部）

  2. 理化学機器／試薬販売業務
  3. 新規事業開拓
- 人材派遣事業
  1.     - 一般労働者派遣事業 (派)13-300420／有料職業紹介事業 13-ユ-300969